# Seznam škotskih pisateljev
Seznam škotskih pisateljev.

## B
- Iain Banks
- sir James Matthew Barrie
- David Brewster

## C
- Rhona Cameron
- Thomas Carlyle
- Ronnie Corbett
- Archibald Joseph Cronin

## G
- John Galt

## L
- Andrew Lang
- Eric Linklater

## M
- Alistair MacLean
- Fitzroy Maclean
- James Macpherson
- David Macbeth Moir
- Edwin Muir

## R
- Ian Rankin

## S
- Walter Scott
- William Sharp
- Muriel Spark
- Robert Louis Stevenson
- Douglas Stuart

## T
- Ruthven Todd

## W
- Martin Walker
- John Wilson